# Armin Sarter
Armin Sarter (* 3. Februar 1837 in Bonn; † 6. März 1897 in Düsseldorf) war ein deutscher Genre-, Landschafts- und Tiermaler der Düsseldorfer Schule.

## Leben
In den Schuljahren 1854 bis 1856 studierte Armin Sarter Malerei an der Kunstakademie Düsseldorf. Dort war er Schüler von Josef Wintergerst, Karl Ferdinand Sohn, Heinrich Mücke und Rudolf Wiegmann sowie vor allem von Christian Köhler, der ihn zuletzt zum Historienmaler ausbildete. Zu weiteren Studien besuchte Sarter München, wo er 1857 dem Kunstverein angehörte, und Paris. Er lebte und arbeitete in Düsseldorf. Dort war er Mitglied des Künstlervereins Malkasten.
Sarter starb 1897 im Alter von 60 Jahren in Düsseldorf. Er war verheiratet mit Maria Sarter, geb. Peters.